# Frosta
Frosta és un petit municipi situat al comtat de Trøndelag, Noruega. Té 2,538 habitants i té una superfície de 76.34 km². El municipi es troba al fiord de Trondheim, en una península al nord de Trondheim.
El municipi és força important entre els arqueòlegs, ja que s'hi poden trobar diversos gravats i túmuls funeraris de l'època vikinga. També s'hi han trobat les restes d'un port viking (Vikinghavna på Fånestangen), l'únic trobat de moment a Noruega.
El tribunal més antic de Noruega, el Frostating, tenia la seva seu a Tinghaugen (actual Frosta), prop de l'església medieval de Logtun. A l'illa de Tautra s'hi poden trobar les restes d'un convent establert el 1207.
L'agricultura és la principal economia de Frosta, de vegades anomenada "horta de Trondheim" a causa de la important producció d'hortalisses, maduixes i flors.